# Düzce
Düzce là một thành phố thuộc tỉnh Düzce, Thổ Nhĩ Kỳ. Thành phố có diện tích 739 km² và dân số thời điểm năm 2007 là 183395 người, mật độ 248 người/km².

## Khí hậu
| Dữ liệu khí hậu của Düzce                   | Dữ liệu khí hậu của Düzce | Dữ liệu khí hậu của Düzce | Dữ liệu khí hậu của Düzce | Dữ liệu khí hậu của Düzce | Dữ liệu khí hậu của Düzce | Dữ liệu khí hậu của Düzce | Dữ liệu khí hậu của Düzce | Dữ liệu khí hậu của Düzce | Dữ liệu khí hậu của Düzce | Dữ liệu khí hậu của Düzce | Dữ liệu khí hậu của Düzce | Dữ liệu khí hậu của Düzce | Dữ liệu khí hậu của Düzce |
| Tháng                                       | 1                         | 2                         | 3                         | 4                         | 5                         | 6                         | 7                         | 8                         | 9                         | 10                        | 11                        | 12                        | Năm                       |
| ------------------------------------------- | ------------------------- | ------------------------- | ------------------------- | ------------------------- | ------------------------- | ------------------------- | ------------------------- | ------------------------- | ------------------------- | ------------------------- | ------------------------- | ------------------------- | ------------------------- |
| Cao kỉ lục °C (°F)                          | 24.5 (76.1)               | 26.9 (80.4)               | 32.2 (90.0)               | 34.7 (94.5)               | 39.5 (103.1)              | 39.0 (102.2)              | 42.4 (108.3)              | 42.0 (107.6)              | 38.7 (101.7)              | 38.2 (100.8)              | 30.2 (86.4)               | 29.2 (84.6)               | 42.4 (108.3)              |
| Trung bình ngày tối đa °C (°F)              | 8.7 (47.7)                | 11.2 (52.2)               | 14.3 (57.7)               | 19.3 (66.7)               | 23.9 (75.0)               | 27.5 (81.5)               | 29.7 (85.5)               | 30.0 (86.0)               | 26.5 (79.7)               | 21.5 (70.7)               | 15.9 (60.6)               | 10.3 (50.5)               | 19.9 (67.8)               |
| Trung bình ngày °C (°F)                     | 4.1 (39.4)                | 5.5 (41.9)                | 8.2 (46.8)                | 12.3 (54.1)               | 17.0 (62.6)               | 20.8 (69.4)               | 23.1 (73.6)               | 23.2 (73.8)               | 19.3 (66.7)               | 14.8 (58.6)               | 9.5 (49.1)                | 5.6 (42.1)                | 13.6 (56.5)               |
| Tối thiểu trung bình ngày °C (°F)           | 0.8 (33.4)                | 1.5 (34.7)                | 3.7 (38.7)                | 7.1 (44.8)                | 11.5 (52.7)               | 15.2 (59.4)               | 17.4 (63.3)               | 17.8 (64.0)               | 13.9 (57.0)               | 10.3 (50.5)               | 5.3 (41.5)                | 2.3 (36.1)                | 8.9 (48.0)                |
| Thấp kỉ lục °C (°F)                         | −20.5 (−4.9)              | −17.3 (0.9)               | −13.6 (7.5)               | −3.0 (26.6)               | 0.4 (32.7)                | 6.6 (43.9)                | 8.8 (47.8)                | 7.6 (45.7)                | 4.5 (40.1)                | −1.2 (29.8)               | −6.8 (19.8)               | −16.5 (2.3)               | −20.5 (−4.9)              |
| Lượng Giáng thủy trung bình mm (inches)     | 87.1 (3.43)               | 70.7 (2.78)               | 77.1 (3.04)               | 60.6 (2.39)               | 61.5 (2.42)               | 76.7 (3.02)               | 39.3 (1.55)               | 51.1 (2.01)               | 52.7 (2.07)               | 82.8 (3.26)               | 67.6 (2.66)               | 95.7 (3.77)               | 822.9 (32.40)             |
| Số ngày giáng thủy trung bình               | 15.00                     | 14.47                     | 14.33                     | 12.60                     | 12.70                     | 10.57                     | 6.70                      | 6.17                      | 8.90                      | 12.00                     | 11.60                     | 16.07                     | 141.1                     |
| Số giờ nắng trung bình tháng                | 58.9                      | 84.8                      | 117.8                     | 162.0                     | 210.8                     | 246.0                     | 272.8                     | 254.2                     | 195.0                     | 136.4                     | 87.0                      | 52.7                      | 1.878,4                   |
| Số giờ nắng trung bình ngày                 | 1.9                       | 3.0                       | 3.8                       | 5.4                       | 6.8                       | 8.2                       | 8.8                       | 8.2                       | 6.5                       | 4.4                       | 2.9                       | 1.7                       | 5.1                       |
| Nguồn: Turkish State Meteorological Service |                           |                           |                           |                           |                           |                           |                           |                           |                           |                           |                           |                           |                           |